# KV12
KV12 es una tumba egipcia del llamado Valle de los Reyes, situado en la orilla oeste del Nilo, a la altura de la moderna ciudad de Luxor. Debido a que carece de decoración, ignoramos quién pudo ser enterrado en este lugar, aunque es muy probable que en ella reposaran los cuerpos de varios miembros de la familia real de la dinastía XVIII.

## Situación
La tumba número 12 del Valle de los Reyes se encuentra en el ramal occidental del wadi central, al oeste y en paralelo respecto a KV57. Su entrada está muy cerca de las de las tumbas KV35 y KV49, ambas situadas más al sur.
De planta irregular, es a todas luces una tumba no real, seguramente destinada a uno o varios príncipes o reinas de la dinastía XVIII, aunque parece ser que fue reutilizada en época ramésida. Las obras de construcción de la tumba KV9 chocaron con KV12, lo que provocó el saqueo de la tumba al poco tiempo de este incidente. La presencia de cámaras laterales al estilo de tumbas menores como KV27 y KV30 hacen pensar que este tipo de sepulturas fueron precursoras de la enorme KV5, lugar de enterramiento de gran parte de los hijos del faraón Ramsés II. KV12 presenta las siguientes estancias:
- Una escalera de entrada (A) muy irregular e inclinada. Precisamente la falta de un corredor de entrada poco inclinado y más bien visible es uno de los datos que corroboran que el sepulcro fue construido durante la dinastía XVIII.

- Una cámara (B) con un único pilar, que tiene anexas dos habitaciones laterales (Ba y Bc) y otra a la que se llega por una escalera descendente (Bb). Las tres salas están sólo parcialmente excavadas y son de dimensiones tan reducidas que es improbable que allí fueran enterrados adultos con sus sarcófagos exteriores.

- Un corredor descendente (C) que conduce a otra escalera (D) y a otro pasillo (E). Los tres pasadizos son de notable inclinación, y la parte D está actualmente dañada en su estructura con múltiples grietas.

- Una cámara central (F), estrecha y rectangular, que conduce a hasta cinco cámaras laterales donde estarían los enterramientos. Cuatro de ellas son muy similares en planta y estructura (Fa, Fb, Fc, Fd), pero la última de éstas es más alargada (G) y parece corresponder a un periodo posterior, quizás a la dinastía XIX. Es en este lugar, también muy dañado, en donde se produjo el choque con KV9, tiene a su vez una habitación lateral datada en la misma época (Ga).

## Excavación
Al contrario que otras tumbas abiertas en la antigüedad, no existe ningún grafito en KV12 que pueda certificar la presencia de viajeros grecorromanos. No obstante, cuando en 1737 Richard Pococke visitó el Valle de los Reyes ya señaló su presencia y destacó también que estaba llena de escombros y que no tenía ninguna pintura, al contrario que otras tumbas de perfil similar.
Se produjo una limpieza y un desescombro del lugar, pero no está registrado quién lo hizo y cuando, aunque es de suponer que sería en la segunda mitad del siglo XIX o en los primeros años del XX. Harold Jones realizó una excavación que trajo a la luz unos ushebtis pertenecientes al faraón Ramsés VI, y cuya presencia se puede explicar al ser KV12 utilizada como vía de entrada o de salida por los ladrones para llegar al sepulcro de este rey, en KV9.
Años más tarde, en el invierno de 1920 a 1921, Howard Carter trabajó en la entrada de KV12 buscando depósitos de fundación que pudieran indicar los nombres de uno o más ocupantes de la tumba; búsqueda que resultó infructuosa. Posteriores misiones de Edwin Brock u Otto Schaden se dedicaron principalmente a fotografiar el lugar más que a tratar de descubrir quién fue enterrado allí. También hay que destacar el hallazgo de algunas momias humanas en KV12, aunque probablemente no sean más que enterramientos intrusos, acaecidos muchos años después de que la tumba fuera violada.